# Richard Fischer (Maler)
Johann Christian Richard Fischer (* 13. März 1826 in Danzig, Provinz Preußen; † 5. August 1870 ebenda) war ein deutscher Landschaftsmaler der Düsseldorfer Schule.

## Leben
Richard Fischer, Sohn des Arztes Karl Christian Traugott Fischer (1787–1867), der am Institut für Geburtshilfe in Danzig Hebammen unterrichtete, und dessen Ehefrau Julianne Friederike († 1861), wuchs im elterlichen Haus am Langen Markt 29 in Danzig auf. Fischers Vater interessierte sich für die Kunst und war Mitglied des 1835 gegründeten Vereins der Kunstfreunde zu Danzig. I
Im Jahr 1847 ging Fischer nach Düsseldorf und wurde Schüler der Königlich Preußischen Kunstakademie. Dort waren zunächst Karl Ferdinand Sohn und Theodor Hildebrandt seine Lehrer. Im Schuljahr 1850 besuchte er dann die Landschafterklasse von Johann Wilhelm Schirmer. Von 1848 bis 1864 war er Mitglied des Künstlervereins Malkasten.
Ab 1852 stellte Fischer seine Landschaften auf Ausstellungen des Vereins der Kunstfreunde in Danzig aus. Er bereiste Deutschland, die Schweiz und Tirol. Wiederholt lebte er in Berlin, ab 1862 in Danzig. Im Jahr 1867 wohnte er dort im Haus Langgarten 89/90.